# Кидди, Хабиб Али
Хабиб Али Кидди (англ. Habib Ali Kiddie, 7 декабря 1929, Дели, Британская Индия — 1987) — пакистанский хоккеист (хоккей на траве), полузащитник. Олимпийский чемпион 1960 года, серебряный призёр летних Олимпийских игр 1956 года.

## Биография
Хабиб Али Кидди родился 7 декабря 1929 года в индийском городе Дели.
В 1952 году вошёл в состав сборной Пакистана по хоккею на траве на Олимпийских играх в Хельсинки, занявшей 4-е место. Играл на позиции полузащитника, провёл 3 матча, мячей не забивал.
В 1956 году вошёл в состав сборной Пакистана по хоккею на траве на Олимпийских играх в Мельбурне и завоевал серебряную медаль. Играл на позиции полузащитника, провёл 3 матча, мячей не забивал.
В 1960 году вошёл в состав сборной Пакистана по хоккею на траве на Олимпийских играх в Риме и завоевал золотую медаль. Играл на позиции полузащитника, провёл 4 матча, мячей не забивал.
В 1958 и 1962 годах в составе сборной Пакистана стал чемпионом летних Азиатских игр в Токио и Джакарте.
В 1950—1964 годах провёл за сборную Пакистана 48 матчей, забил 2 мяча.
Умер в 1987 году.